# Rača (geomorfologický podcelek)
Rača je geomorfologický podcelek Kysuckých Beskyd. Nejvyšší vrch podcelku i celého pohoří je Velká Rača, dosahující výšky 1236 m n. m.

## Vymezení
Podcelek zabírá jižní a východní část pohoří a od zbytku Kysuckých Beskyd ho odděluje údolí Oščadnice. Na severu tak navazuje Javorský Beskyd, na západě leží Krasňanská kotlina (podcelek Kysucké vrchoviny ), na jihu podcelky Kysucké vrchoviny Vojenné a Bystrická brázda. Na východě navazuje v sedle Príslop podcelek Ošust, patřící do Oravských Beskyd. 

## Významné vrcholy
- Velká Rača (1 236,1 m n. m.) - nejvyšší vrch pohoří
- Rycierova hora (1225 m n. m.)
- Javorina (1 172,9 m n. m.)
- Malá Rača (1 153 m n. m.)
- Bugaj (1 140 m n. m.)

## Ochrana přírody
Celé území je součástí CHKO Kysuce, ale nacházejí se zde i maloplošné území:
- NPR Velká Rača
- Klubinský Potok - přírodní rezervace
- Vychylovské skálie - přírodní památka [2]